# Філіпович Злата
Злата Філіпович (босн. Zlata Filipović, 3 грудня 1980, Сараєво) — боснійська письменниця і перекладачка.

## Біографія і праці
Стала відома своїм отрочним «Щоденником» (1994), який вона вела в Сараєво в 1991 -1993 і в якому знайшли відображення події Боснійської війни. Його часто порівнюють з «Щоденником» Анни Франк.
У 1993 році Златі і її сім'ї вдалося виїхати з Боснії під Францію. У 2001 -му вона закінчила Оксфордський університет за спеціальністю «гуманітарні науки», живе в Дубліні. Під її редакцією і з її передмовою в Нью-Йорку вийшла збірка «приглушений вигук: Щоденники підлітків від Першої світової до Іракської війни» (2006).

## Визнання
«Щоденник» був кілька разів виданий протягом одного тільки 1994 року і перевидано потім англійською мовою в 1995, 1998, 2004, 2006 роках. Він переведений на французьку, німецьку, іспанську, нідерландську, норвезьку, фінську, угорську, турецьку, китайську, корейську мови, увійшов в систему шкільного навчання, в енциклопедії, хрестоматії і антології, присвячені геноциду і пам'яті про нього.

## Фільмографія

### Production
- 2010: Кров ірландців (документальний)
- 2011: Продовжуйте працювати (документальний фільм)
- 2012: Три чоловіки йдуть до війни (документальний фільм)
- 2012: хвороба руху (коротка)
- 2013: Ось Куба (документальний фільм)
- 2014: Хтось любить (документальний фільм)
- 2015: ОКР і Ме [цитата необхідна]
- 2015: Пробудження [цитата необхідна]
- 2016: Найбільш далеко (документальний фільм)
- 2016: Історія Так (документальний)

## Публікації
- Zlata's diary: a child's life in Sarajevo. New York: Viking, 1994